# Eviota raja
Eviota raja là một loài cá biển thuộc chi Eviota trong họ Cá bống trắng. Loài cá này được mô tả lần đầu tiên vào năm 2001.

## Từ nguyên
Loài cá này được đặt theo tên của quần đảo Raja Ampat, nơi mà mẫu gốc của chúng được thu thập.

## Phạm vi phân bố và môi trường sống
E. raja hiện chỉ được ghi nhận ở xung quanh đảo Pef và Batanta, thuộc quần đảo Raja Ampat (Indonesia). Chúng sống thành những nhóm nhỏ, gần các rạn san hô ở độ sâu khoảng 12 m.
Môi trường sống của E. raja ở đảo Pef, nơi nằm ngoài phạm vi khu vực bảo tồn biển, đang bị đe dọa bởi các tác động địa phương (ô nhiễm, phát triển ven biển và những tác động của nghề cá). Cả hai hòn đảo Pef và Batanta cũng đều chịu những tác động do sự thay đổi hải dương học gây ra, liên quan đến việc biến đổi khí hậu. Chính vì những lý do đó, cộng thêm phạm vi phân bố nhỏ hẹp mà E. raja được xếp vào danh sách Loài nguy cấp.

## Mô tả
Chiều dài cơ thể tối đa được ghi nhận ở E. raja là 3 cm.
Số gai ở vây lưng: 7; Số tia vây mềm ở vây lưng: 9 - 10; Số gai ở vây hậu môn: 1; Số tia vây mềm ở vây hậu môn: 8 - 9.